# Eutelsat 3D
«Eutelsat 3D» — телекоммуникационный спутник, созданный французской компанией Thales Alenia Space и принадлежащий французской компании Eutelsat.
«Eutelsat 3D» будет работать в точке стояния 3° в. д. С запуском спутника «Eutelsat 3B», который запланирован на следующий год, «Eutelsat 3D» будет переведен в позицию 7° в. д.

## История и предназначение
Eutelsat заказал спутник Eutelsat W3D в декабре 2010 года в качестве замены потерянного аппарата Eutelsat W3B, который должен бы работать в точке 7° в. д. Eutelsat W3B был признан полностью утраченным после потери большей части горючего в результате утечки, произошедшей сразу после запуска спутника.
В декабре 2011 года компания Eutelsat объявила о переименовании всех своих спутников в рамках единой программы начиная с марта 2012 года. Таким образом W3C и стал называться Eutelsat 7B, что говорит о том что он предназначен для работы в точке 7° в. д. Позже Eutelsat 7B был переименован в Eutelsat 3D, когда было принято решение использовать его в точке 3° в. д.

## Конструкция
Спутник «Eutelsat 3D» основан на платформе Spacebus 4000C3, которая способна нести до 100 активных транспондеров и обеспечить мощность питания полезной нагрузки до 13 кВт. Размер платформы составляет 5,1 метра и САС — 15 лет.
Платформа стабилизирутся по 3 осям с помощью звёздных датчиков. Для перевода с геопереходной на геостационарную орбиту используется ЖРД S400, изготавливаемый EADS Astrium и использующий монометилгидразин в качестеве топлива и смешанные оксиды озота в качестве окислителя. В зависимости от используемой версии, S400 обеспечивает тягу 420—425 Н с удельным импульсом 318—321 секунд. Спутник имеет стартовую массу 5470 кг и несёт две панели солнечных батарей.
Eutelsat 3D предназначен для передачи видео и данных, а также телекоммуникационных и широкополосных услуг. ПН включает 53 трансподера Ku-диапазона и 3 транспондера Ka-диапазона. Три луча Ku / Ka диапазонов обеспечат покрытие в Европе, Северной Африке, на Ближнем Востоке и в Центральной Азии, а дополнительного четвёртый луч Ku-диапазона покроет территорию Африки к югу от Сахары.

## Запуск
Запуск спутника был произведен 14.05.2013 20:02:00 по московскому времени компанией International Launch Services (ILS) с помощью РН Протон-М с разгонным блоком (РБ) Бриз-М с ПУ № 200/39 космодрома Байконур.
| Циклограмма запуска | Циклограмма запуска                                             |
| Время               | Событие                                                         |
| ------------------- | --------------------------------------------------------------- |
| T-0:00:02.5         | Зажигание стартового двигателя                                  |
| T-0:00:00.9         | Выход ДУ I-ступени на 100 % тяги                                |
| T-0                 | Отрыв                                                           |
| T+0:01:02.0         | Максимальное динамическое давление                              |
| T+0:02:00.0         | Отделение I-ступени                                             |
| T+0:05:27.0         | Отделение II-ступени                                            |
| T+0:05:47.0         | Отделение обтекателя головной части                             |
| T+0:09:42.0         | Отделение III-ступени                                           |
| T+0:11:16.0         | Зажигание ДУ РБ Бриз-М (время работы ДУ — 4 мин 39 сек)         |
| T+0:15:55.0         | Выключение ДУ РБ Бриз-М                                         |
| T+1:07:33.0         | Повторный запуск ДУ РБ Бриз-М (время работы ДУ — 17 мин 41 сек) |
| T+1:25:14.0         | Выключение ДУ РБ Бриз-М                                         |
| T+3:28:34.0         | Третий запуск ДУ РБ Бриз-М (время работы ДУ — 13 мин 3 сек)     |
| T+3:41:37.0         | Выключение ДУ РБ Бриз-М                                         |
| T+3:42:27.0         | Отделения кожуха ПГ                                             |
| T+3:43:54.0         | Четвертый запуск ДУ РБ Бриз-М (время работы ДУ — 4 мин 24 сек)  |
| T+3:48:18.0         | Выключение ДУ РБ Бриз-М                                         |
| T+8:51:50.0         | Пятый запуск ДУ РБ Бриз-М (время работы ДУ — 7 мин 48 сек)      |
| T+8:59:38.0         | Выключение ДУ РБ Бриз-М                                         |
| T+9:13:00.0         | Отделение модуля ПГ                                             |